# NGC 2766
NGC 2766 é uma galáxia espiral na direção da constelação de Cancer. O objeto foi descoberto pelo astrônomo Edouard Stephan em 1884, usando um telescópio refletor com abertura de 31,5 polegadas. Devido a sua moderada magnitude aparente (+13,8), é visível apenas com telescópios amadores ou com equipamentos superiores. 